# John Aloysius Morgan

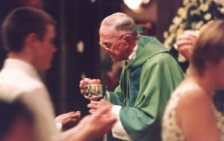
John Aloysius Morgan

John Aloysius Morgan AO (* 9. Oktober 1909 in Melbourne, Australien; † 21. Mai 2008 in Canberra, Australien) war römisch-katholischer Weihbischof im Erzbistum Canberra und Militärbischof von Australien.

## Leben
John Aloysius Morgan empfing die Priesterweihe am 15. Juli 1934 in Melbourne durch Erzbischof Daniel Mannix.
Am 6. März 1969 wurde er von Papst Paul VI. zum Titularbischof von Membressa und zum Weihbischof im Erzbistum Canberra ernannt. Die Bischofsweihe spendete ihm der Erzbischof von Sydney, Norman Thomas Kardinal Gilroy, am 28. April 1969; Mitkonsekratoren waren Thomas Vincent Cahill, Erzbischof von Canberra, und Matthew Beovich, Erzbischof von Adelaide. Im selben Jahr wurde er zudem zum Militärbischof des Australischen Militärordinariats ernannt. 
Seinem altersbedingten Rücktrittsgesuch gab Papst Johannes Paul II. am 5. Januar 1985 statt.